# とらわれごっこ
『とらわれごっこ』は、サカモトミクによる日本の漫画作品。
『ザ花とゆめ』（白泉社）にて2006年4/1号より不定期連載が開始される。第2話・第3話のみ『花とゆめ』に掲載された。『ザ花とゆめ』2010年12/1号で最終回を迎えた。単行本は花とゆめコミックス（白泉社）から全6巻。

## あらすじ
学校一小さな大熊忍は、可愛らしい名前とは正反対に、図体がでかく強面で学校中から恐れられている小熊美晴の荷物に牛乳をかけてしまう。
荷物を汚してしまった忍が小熊に来るよう言われたのは、「こぐまや」という彼の祖母が営むアンティークの着物店だった。
汚してしまった荷物を弁償するため「こぐまや」で働き始めた忍は、小熊の見た目とは違う部分を知り、すっかり心をとらわれてしまう。

## 登場人物

### 主人公
大熊 忍（おおくま しのぶ）
17歳。身長147cm。学校一小さい女子。「こぐまや」でバイトをすることに。見た目で判断していた美晴の可愛い一面を知り、互いに好意を抱き付き合うようになる。純情な美晴が発するストレートな言葉の数々に悶絶する。
小熊 美晴（こぐま みはる）
忍のクラスメイト。身長189cm、大きな体で強面。話に尾鰭が付き「120人とケンカして勝った」「熊を素手で倒した」など数々の逸話を持つ。見た目で何かと因縁を付けられることが多いのでケンカは強くなったが、実際は照れ屋で純情、真面目な性格で乱暴な女の子が苦手。
富士子から女の子のバイトを探してこいと命じられていたが、怖がられてばかりで目的を果たせそうになかったため、忍が牛乳をこぼしたのを幸いに嘘をついて、店に連れて行った。

### 小熊家
小熊 富士子（こぐま ふじこ）
美晴の祖母。76歳。猫町アパートメントの3階でアンティークの着物ショップ「こぐまや」を営む。美晴をからかうのが生き甲斐。顔が広く、美晴も「富士子の孫」だと名乗ると絡んできた相手が謝って逃げていく。
小熊 美樹（こぐま みき）
美晴の兄、小熊家の長男。23歳。和裁士で、仕事以外では好きな子のためにしか着物を縫わない。本格的に和裁を習い始めたのは高校に入ってからだが、幼い頃から祖母に仕込まれてきたので、若いながらも腕が良く、業界でも有名。美晴が尊敬し目標とする人物で、美樹自身も末っ子で素直な美晴には弱い。
美晴好みの女の子になりたいと願う千夏の改造計画に協力する過程で千夏のことを好きになる。気持ちを伝えるつもりはなかったが、思いがけず伝わってしまってからは積極的にアプローチし、付き合うことになる。
小熊 美波（こぐま みなみ）
美晴の兄、小熊家の次男。恋愛マスターを自称する女好き。
小熊 美空（こぐま みそら）
美晴の兄、小熊家の三男。体育会系の男子校に通っている。
小熊 好美（こぐま よしみ）
美晴の父親。大学で民俗学を教えている。美晴の穏やかな性格は父譲り。
小熊 百合子（こぐま ゆりこ）
美晴の母親。主婦。毎日大量の食事作りに追われる。忍を気に入っている。

### その他
南條 千夏（なんじょう ちなつ）
美晴の小中学校時代の同級生で、ずっと美晴を追いかけていた。一時期ヤンキーの道に逸れたが、乱暴な女の子が嫌いな美晴に振られ、「女の子らしくなったら彼女にしてもらえる」と解釈し、更生。モデルのような容姿で、背も美晴と釣り合う高さ。名前のモデルは若槻千夏から。
美園 恵（みその めぐみ）
忍たちのクラスの転校生。女の子かと見紛う容姿。日本舞踊の名家・花園流の跡取りで、“花園光也”の名で女形をしている。忍のことを好きになり、状況から思いがけず「公開告白」となってしまうが、相思相愛の忍と美晴の間に入ることが出来ず諦めた。
蓮実（はすみ）
テキスタイルデザイナー。「こぐまや」のオリジナル着物の生地をデザインする。
恵麻（えま）・蓮司（れんじ）
「こぐまや」の常連となったカップル。
猫町アパートメントを舞台とした同作者の漫画『猫町ショップガイド』に登場する。
上記の2人以外にも『猫町ショップガイド』から与夢&更、遊&春流らが登場している。

## 書誌情報
- サカモトミク 『とらわれごっこ』 白泉社〈花とゆめコミックス〉、全6巻

1. 2007年02月19日発売、ISBN 978-4-592-17248-2
2. 2007年12月18日発売、ISBN 978-4-592-17249-9
3. 2008年08月19日発売、ISBN 978-4-592-17250-5
4. 2009年06月19日発売、ISBN 978-4-592-17417-2
5. 2010年06月18日発売、ISBN 978-4-592-19225-1
6. 2011年01月19日発売、ISBN 978-4-592-19226-8